# NGC 7442
NGC 7442 ist eine Spiralgalaxie vom Hubble-Typ Sc im Sternbild Pegasus am Nordsternhimmel. Sie ist schätzungsweise 333 Millionen Lichtjahre von der Milchstraße entfernt und hat einen Durchmesser von etwa 105.000 Lj.
Im selben Himmelsareal befinden sich u. a. die Galaxien NGC 7448, NGC 7461, NGC 7463, IC 1461.
Das Objekt wurde am 24. November 1861 von Heinrich d’Arrest entdeckt.